# ロッカーターン
ロッカーターンとは、フィギュアスケートで行われる片足ターンの一種である。

## 技術

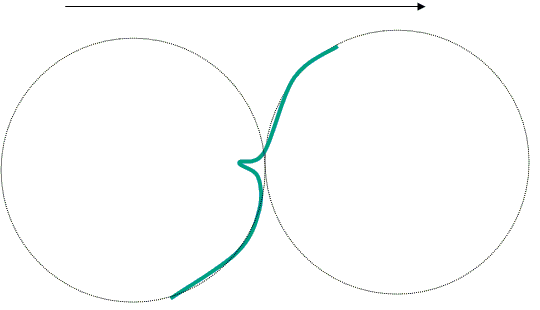
ロッカーターンのダイアグラム（進行経路の図式）

ロッカーはスリーターンやブラケットとは異なり、ターンの前後でエッジの向きが変わらず、カーブの方向が逆になるため、軌道がS字を描いているように見える。なお、ターン前の軌道の方向とターンの回転方向は変わらない。(カウンターターンとの相違はここのみである。)
例えば、右図で言うと、左足のフォアアウトエッジで開始する場合、左側の緑色の弧から始まって、中央のくぼみでエッジはそのままに、反時計回りにターン行い、左足のバックアウトサイドエッジに乗り、右側の弧に乗り換える。LFO→LBO
つまり、ロッカーターンは全部で8通りある。
- 足が右足か左足か (R or L)
- 進行方向が前か後ろか (F or B)
- 開始のエッジがインエッジかアウトエッジか (I or O)

{\displaystyle 2\times 2\times 2=8} 通り
試合においては、髙橋大輔が3回転ルッツのエントランスとしてロッカーターンを用いていた。